# Курилово (Коротовское сельское поселение)
Курилово — деревня в Череповецком районе Вологодской области на реке Кисовка.
Входит в состав Коротовского сельского поселения, с точки зрения административно-территориального деления — в Коротовский сельсовет.
Расстояние до районного центра Череповца по автодороге — 74 км, до центра муниципального образования Коротово по прямой — 6 км. Ближайшие населённые пункты — Карпово, Верх, Большой Двор.
По переписи 2002 года население — 14 человек.